# Cadel Evans Great Ocean Road Race
Cadel Evans Great Ocean Road Race – kolarski wyścig jednodniowy, który odbywa się co roku w styczniu w Australii. Trasa wyścigu zaczyna się i kończy w Geelong w stanie Wiktoria i prowadzi wzdłuż słynnej drogi Great Ocean Road. Zawody po raz pierwszy rozegrano w 2015, jako pożegnalny wyścig Cadela Evansa, jedynego w historii australijskiego kolarza, który zwyciężył w Tour de France oraz w mistrzostwach świata. 
Oprócz wyścigu męskiego rozgrywana jest również kobieca impreza o tej samej nazwie.

## Zwycięzcy
Opracowano na podstawie:
| Rok  | Pierwsze         | Drugie             | Trzecie           |          |
| ---- | ---------------- | ------------------ | ----------------- | -------- |
| 2015 | Gianni Meersman  | Simon Clarke       | Nathan Haas       |          |
| 2016 | Peter Kennaugh   | Leigh Howard       | Niccolò Bonifazio |          |
| 2017 | Nikias Arndt     | Simon Gerrans      | Cameron Meyer     |          |
| 2018 | Jay McCarthy     | Elia Viviani       | Daryl Impey       |          |
| 2019 | Elia Viviani     | Caleb Ewan         | Daryl Impey       |          |
| 2020 | Dries Devenyns   | Pawieł Siwakow     | Daryl Impey       |          |
| 2021 | odwołany         | odwołany           | odwołany          | odwołany |
| 2022 | odwołany         | odwołany           | odwołany          | odwołany |
| 2023 | Marius Mayrhofer | Hugo Page          | Simon Clarke      |          |
| 2024 | Laurence Pithie  | Natnael Tesfatsion | Georg Zimmermann  |          |
| 2025 | Mauro Schmid     | Aaron Gate         | Laurence Pithie   |          |